# Dahlbruch
Dahlbruch ist ein Stadtteil von Hilchenbach im Kreis Siegen-Wittgenstein, Nordrhein-Westfalen. Er besteht aus den früheren Dörfern Dahlbruch, Hillnhütten, Schweisfurt und Winterbach.

## Lage
Der Ort liegt westlich vom Hilchenbacher Zentrum im Ferndorftal an der Bundesstraße 508 (B508). Die Hilchenbacher Stadtteile Dahlbruch und Müsen sowie das zur Stadt Kreuztal gehörende Kredenbach gehen ineinander über.

## Geschichte
1467 wurde Dahlbruch erstmals als Dailbroche in einer Renteirechnung erwähnt. Für das Jahr 1504 ist eine Blashütte feststellbar, in der Eisenstein verarbeitet wurde. 1563 lebten 36 Menschen in drei Wohnhäusern. Am 25. Mai 1769 wurde in Dahlbruch ein Reckhammer errichtet. 1815 war die Einwohnerzahl auf 167 gestiegen. 1846 wurde der erste Friedhof in Dahlbruch angelegt. Am 1. März 1884 wurde die Eisenbahnstrecke Kreuztal—Hilchenbach eröffnet. Am 27. August 1901 wurde Hillnhütten eingemeindet. Bis zur kommunalen Neugliederung am 1. Januar 1969 gehörte der Ort dem Amt Keppel an.

### Schulen
1784 wurde in Dahlbruch, auf dem heutigen Ernst-August-Platz, ein Schulhaus errichtet. Es wurde 1873 durch ein neues Schulgebäude ersetzt. Von 1957 bis 1966 entstand an der Hochstraße ein Neubau für die Evangelische Volksschule Dahlbruch, aus der 1968 die Adolf Reichwein-Hauptschule hervorging.
Außerdem gab es von 1912 bis 1930 und von 1947 bis 1969 eine katholische Schule neben der katholischen Kirche an der Talsperrenstraße. 1970 bis 1981 wurde das Gebäude durch  eine Sonderschule für Lernbehinderte, die Pestalozzischule der Stadt Hilchenbach, genutzt.

### Kirchen

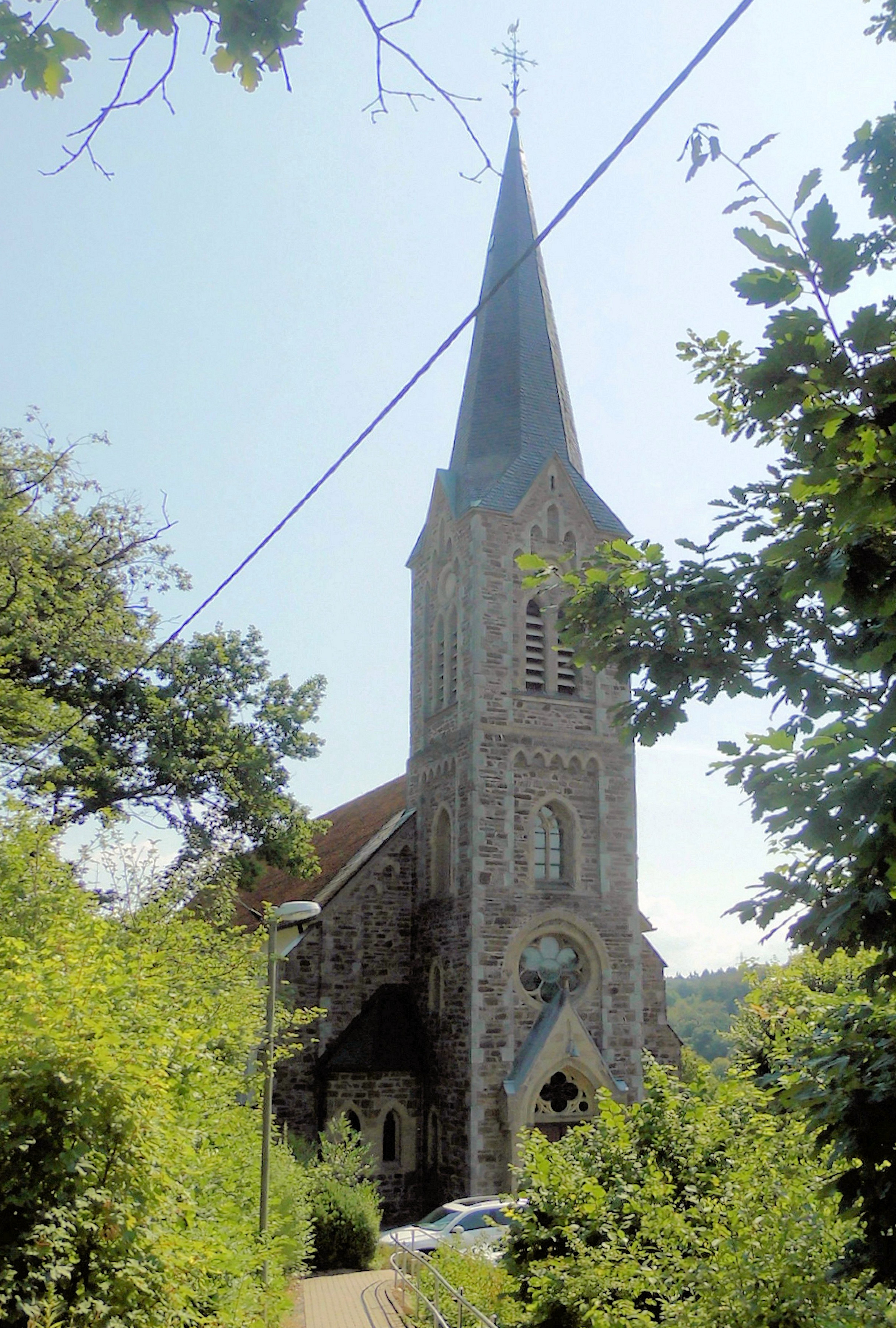
Kirche St. Augustinus

In Dahlbruch gibt es eine evangelische Kirche, die zur Kirchengemeinde Müsen gehört, sowie die 1891 „im Zuge der ‚Siegerländer Erweckungsbewegung‘ gegründet[e]“ Evangelische Gemeinschaft Dahlbruch, die heute Mitglied im Evangelischen Gemeinschaftsverband Siegerland-Wittgenstein ist. Von 1899 bis 1900 wurde die als „Keppeler Dom“ bezeichnete Katholische St. Augustinus-Kirche errichtet. Sie erhielt 1960 einen Neu- und Erweiterungsbau.

## Wirtschaft

### SMS Group GmbH

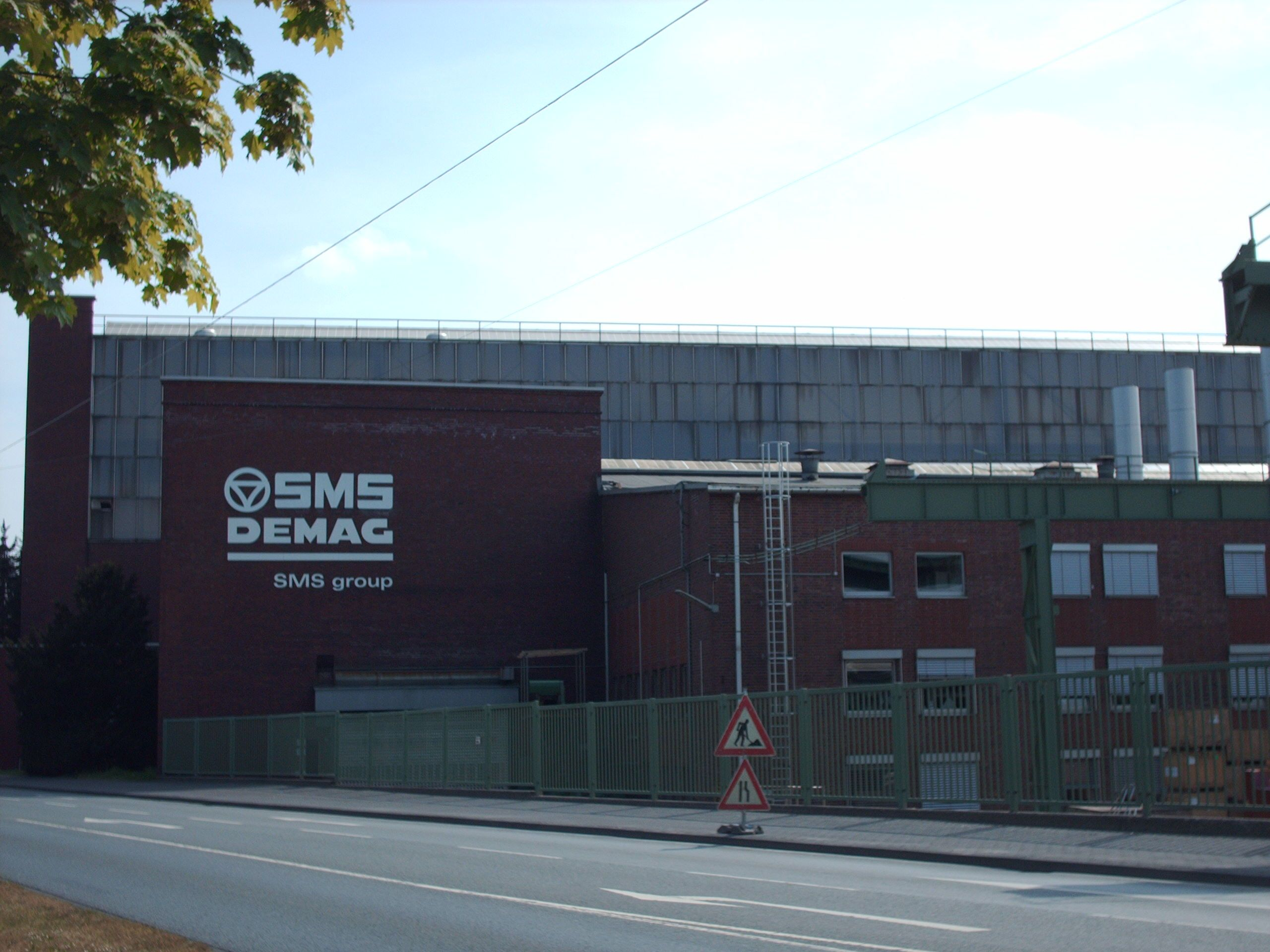
SMS Group GmbH: Werksgelände in Dahlbruch

Dahlbruch wird dominiert von der Fertigungsstätte der SMS Group GmbH, die sich entlang des Ferndorf-Baches und der B508 durch den Ort zieht. Die SMS Group GmbH ist Weltmarkt-Führer im Walzwerks-Bau und einer der größten Arbeitgeber der Region. Die Siegener Maschinenbau-AG (Siemag) wurde 1918/19 gegründet und produziert seit der Übernahme der Gebrüder Klein-AG 1927 auch in Dahlbruch. Die SMS Group GmbH hat weltweit ca. 14.500 Mitarbeiter und erwirtschaftete 2020 einen Jahresumsatz von etwa 2,74 Milliarden Euro. Das Familienunternehmern gehört der Holding von Heinrich Weiss, dem ehemaligen Präsidenten des Bundesverbandes der Deutschen Industrie BDI.

### Eisenbau Krämer
Neben dem Gelände der Siemag befinden sich die Werksanlagen von Eisenbau Krämer. Das mittelständische Familienunternehmen wurde 1921 von Karl Krämer gegründet und ist ein weltweit bekannter Spezialist für längsnahtgeschweißte Stahlgroßrohre. Rohre von Krämer wurden unter anderem im Dortmunder Westfalenstadion und im Luxushotel  Burj Al Arab in Dubai verbaut. Eisenbau Krämer hat Produktionsanlagen in Dahlbruch, Littfeld und Recklinghausen, der Hauptsitz des Unternehmens befindet sich in Dahlbruch.

## Verkehr

### Straßenverkehr
Durch Dahlbruch verläuft die Bundesstraße 508 (B508), welche Dahlbruch mit Hilchenbach und Kreuztal verbindet.

### Eisenbahn
Dahlbruch verfügt über einen Bahnhof an der Bahnstrecke Kreuztal–Cölbe. Werktags fährt die RB 93 stündlich Richtung Kreuztal/Siegen und Hilchenbach/Bad-Berleburg. Zusätzlich bestehen noch drei Industrieanschlüsse (SMS, Eisenbau Krämer, Schrotthändler).

### ÖPNV
Dahlbruch verfügt über 6 Bushaltestellen, die von zwei Linien (R11 und R17) bedient werden.

## Persönlichkeiten
Söhne und Töchter der Gemeinde:
- Karl Klein (1912–2009), römisch-katholischer Geistlicher und Theologe
- Hannes Meinhard (1937–2016), Bildhauer und Zeichner
- Dieter Reuter (1940–2016), Rechtswissenschaftler
- Elvira Hoffmann (* 1941), Schriftstellerin, Journalistin und Sachbuchautorin

Weitere Persönlichkeiten:
- Bernhard Weiss (1904–1973), Unternehmer
- Heinrich Weiss (* 1942), Unternehmer
- Sascha Bäcker (* 1979), Fußballspieler und -trainer; lebt in Dahlbruch

## Sonstiges
- Gebrüder Busch–Theater
- Viktoria-Kino (Gilde-Filmtheater)
- Hallenbad
- Winterbach-Arena (Sportplatz)